# 奧利夫山 (加利福尼亞州)
奧利夫山（英語：Olive Hill）是位於美國加利福尼亞州尤巴縣的一個非建制地區。該地的面積和人口皆未知。

## 地理
奧利夫山的座標為39°17′18″N 121°28′13″W / 39.28833°N 121.47028°W，而該地的平均海拔高度為58米（即190英尺）。